# Benelli TRK
La Benelli TRK è una motocicletta prodotta a partire dal 2017 dalla casa motociclistica Benelli, che dal 2005 è di proprietà del gruppo Qianjiang Motor, una società cinese che a sua volta è controllata dal Geely Holding Group.Nella sede italiana della Benelli QJ a Pesaro (PU) si svolgono le attività di progettazione, sviluppo e marketing in sinergia con la casa madre di Wenling in Cina dove le motociclette sono prodotte.

## Storia

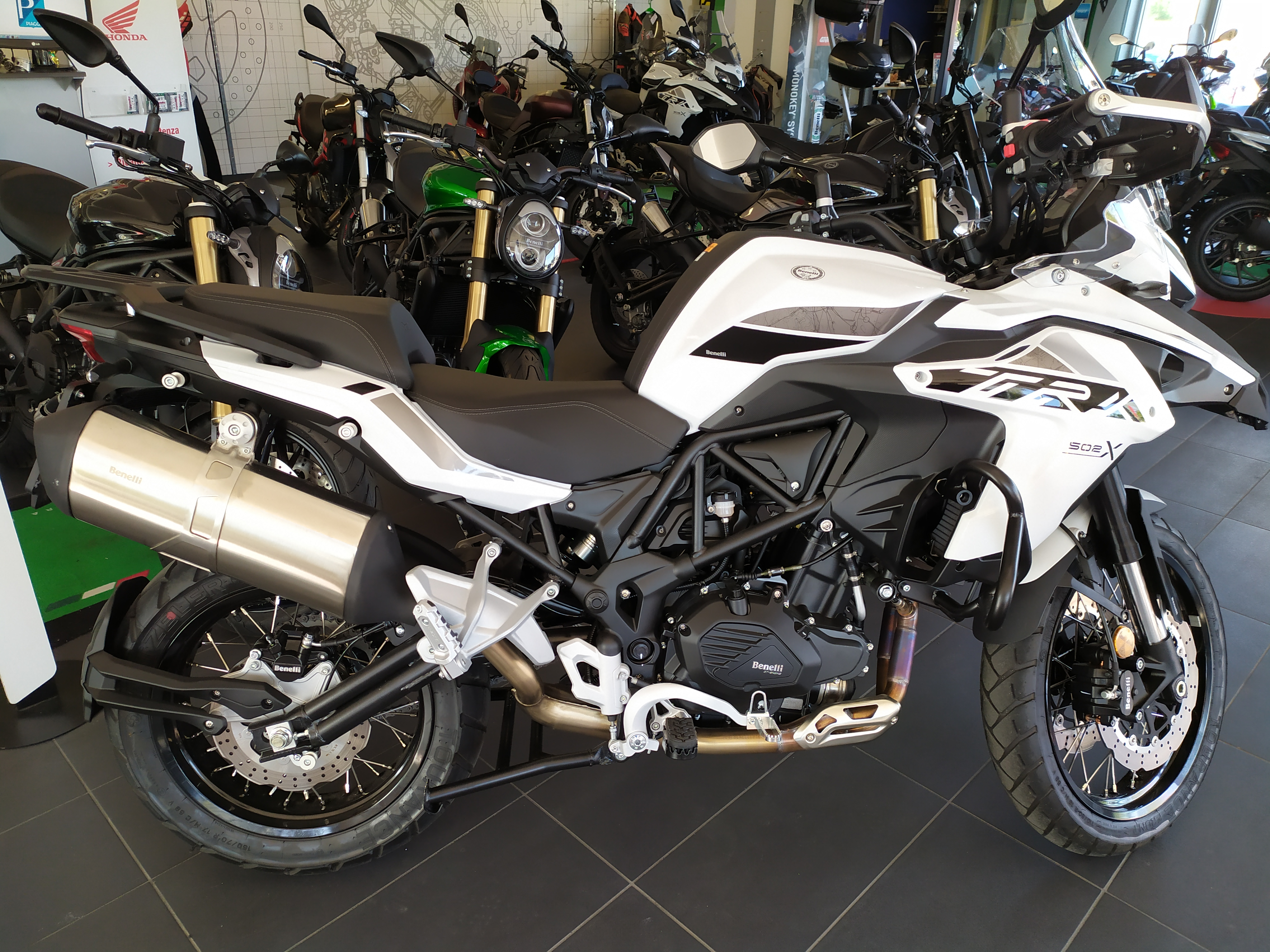
TRK X

A novembre 2015 all'EICMA di Milano la Benelli ha presentato due moto, la Leoncino 500 e la versione prototipale della TRK, una enduro stradale di media cilindrata con motore da 500 cm³.
Un anno dopo sempre ad EICMA ha debuttato la versione definitiva della moto, con il nome di TRK 502.
Il telaio è un classico traliccio in tubi d'acciaio, dotato di una sospensione anteriore con forcella a steli rovesciati da 50 mm avente un'escursione di 135 mm, mentre al posteriore trova posto un classico forcellone oscillante ancorato ad un monoammortizzatore centrale. Il sistema frenante è costituito all'avantreno da un doppio disco semi flottante con diametro da 320 mm con pinze a quattro pistoncini e al retrotreno da un disco singolo da 260 mm, fornito di ABS. Gli pneumatici, che misurano 120/70 davanti e 160/60 dietro, calzano cerchi in lega di alluminio da 17 pollici.
Il motore, posto in posizione trasversale dalla cilindrata di 499,6 cm³, è un bicilindrico con raffreddamento a liquido bialbero a 8 valvole (4 per ogni cilindro) alimentato da un sistema ad iniezione elettronica, che eroga una potenza di 47 cavalli a 8500 giri/min e sviluppa una coppia di 45 Nm a 5000 giri/min, facendo si che la moto rientri nella categoria dei neopatentati A2. Il peso si attesta sui 213 kg. La trasmissione è affidata ad un cambio a sei marce con catena e il serbatoio ha una capacità massima di 20 litri.

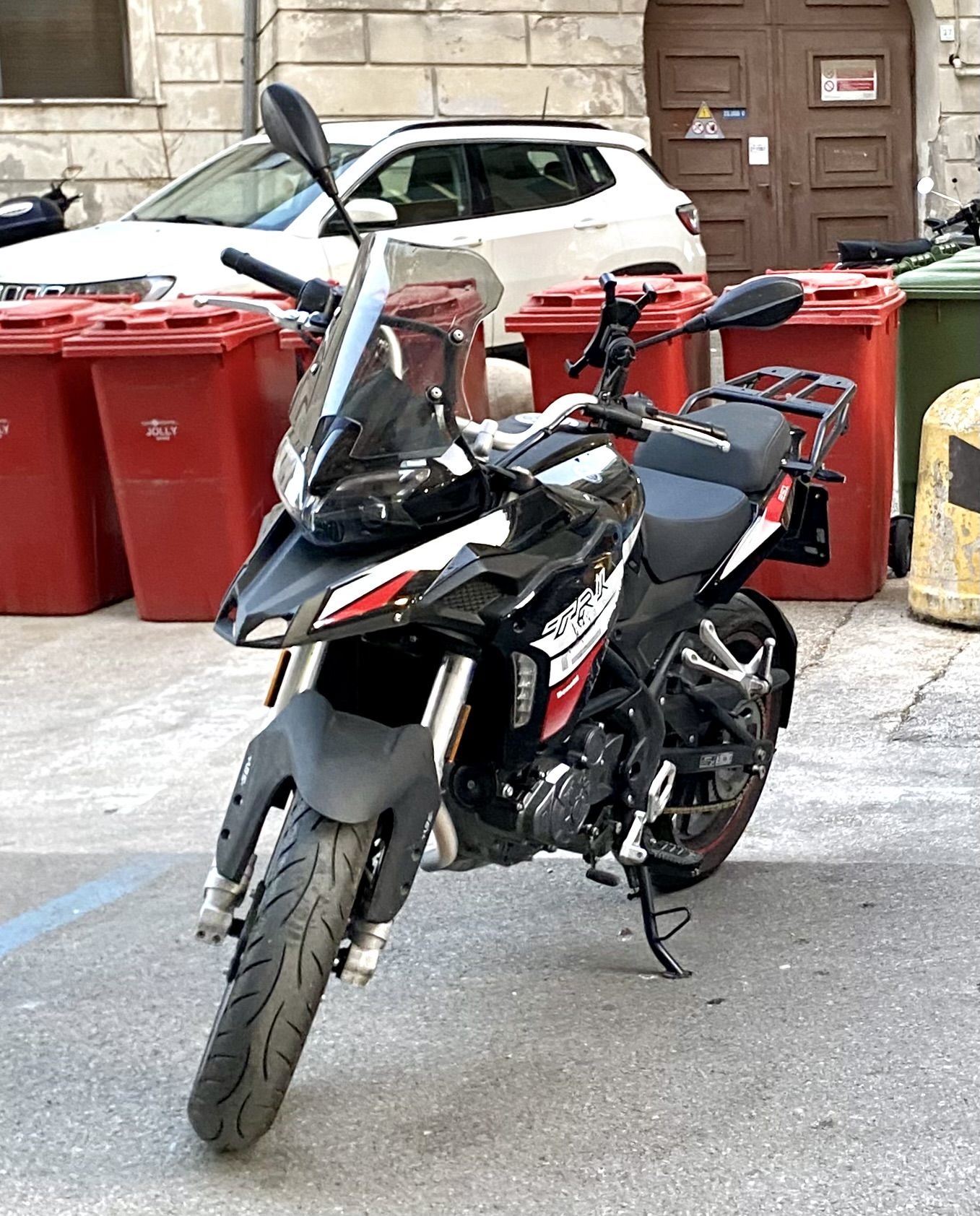
TRK 251

Sempre ad EICMA nel 2017 ha esordito una versione più fuoristradista chiamata TRK 502 X, che è stata poi introdotta sul mercato a metà 2018.
Nel 2020 è risultata essere la motocicletta più venduta sul mercato italiano.
Nella primavera 2021 viene sottoposta ad un restyling con alcuni piccole modifiche e aggiornamenti, sia estetici che di motore.

### TRK 251
Nel 2019 è arrivata una versione più piccola e meno potente chiamata TRK 251, dotata di un diverso propulsore, un monocilindrico da 250 cm³ monoalbero a 4 valvole per cilindro e iniezione elettronica raffreddato a liquido dalla potenza di 24,5 CV erogati a 9500 giri, che viene già utilizzato per equipaggiare la Benelli BN 251.

### TRK 800
Ad EICMA 2021 viene presentato il prototipo TRK 800 destinato alla produzione nel 2023. La 800 ha il motore della Benelli Leoncino 800 bicilindrico parallelo frontemarcia di 754 cm³, con doppio albero a camme in testa, quattro valvole per cilindro e raffreddamento a liquido. La potenza massima è di 76 CV e la coppia pari a 67 Nm.
Nell’agosto del 2023 il progetto di messa in produzione della versione 800 viene sospeso.

### TRK 702

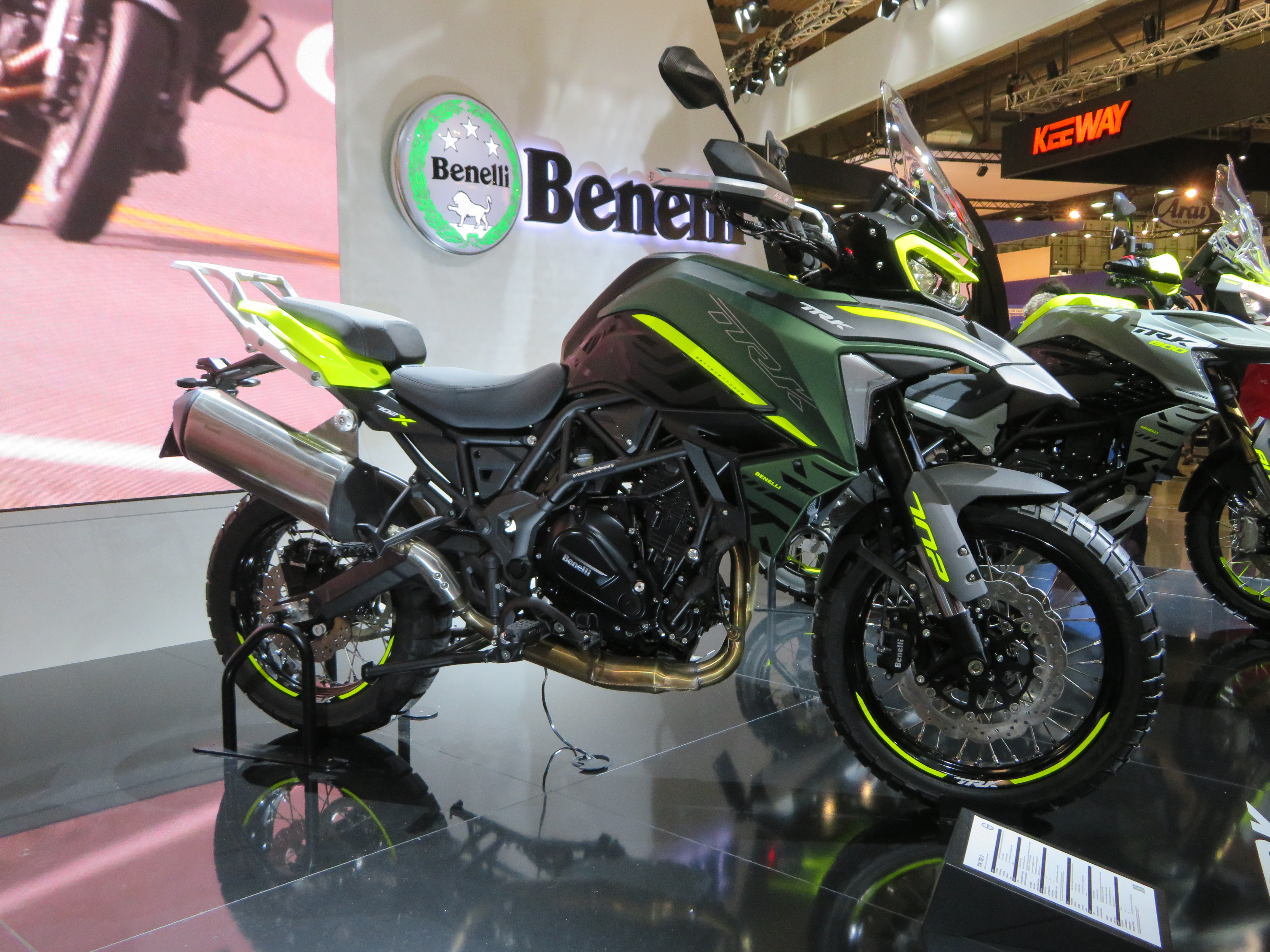
TRK 702X

Nell’agosto del 2022 viene presentata in Cina la TRK 702 con un nuovo motore bicilindrico parallelo da 693 cm³, alesaggio e corsa di 83×64 mm, rapporto di compressione 11,6:1, raffreddamento a liquido e quattro valvole per cilindro, abbinato alla trasmissione a doppio albero in testa. Il motore 700 può eroga una potenza massima di 76,1 CV a 8.500 giri al minuto, e un picco di coppia di 68,2 Nm a 6.250 giri al minuto, ed è disponibile anche la versione depotenziata a 35 kW per patenti A2. L’impianto frenante è composto da un doppio disco anteriore con pinza flottante a due pistoncini e al disco posteriore con pinza flottante a singolo pistoncino. La 702 inoltre possiede una estetica specifica, telecamera frontale e sella ridisegnata. Il peso a vuoto dichiarato è pari a 220 kg (238 con il pieno), 3 kg in meno rispetto al modello TRK 502.
Le vendite sul mercato italiano partono da luglio 2023. Nel 2024 viene presentata la versione TRK 702X Dune Sea con motore bicilindrico frontemarcia da 698 cc che eroga 70 CV (51,5 kW) a 8000 giri/min e una coppia di 70 Nm a 6000 giri/min. La versione 2025 di TRK 702 e TRK 702 X è aggiornata alla normativa Euro 5+.